# 임진욱
임진욱(1991년 4월 22일 ~ )은 대한민국의 전직 축구 선수이다. 현역 시절 포지션은 미드필더였다.

## 클럽 경력
2014 K리그 드래프트에 참가하여 충주 험멜에 지명되었다. 같은 해 6월 8일 대구 FC와의 리그 경기에서 프로 데뷔골을 기록하였다.
2016시즌을 앞두고 천안 FC에 입단했다.
2017시즌을 앞두고 파주시민축구단에 입단했다.
2018시즌을 앞두고 춘천시민축구단에 입단했다.